# Kleines Schloss (Babelsberg)

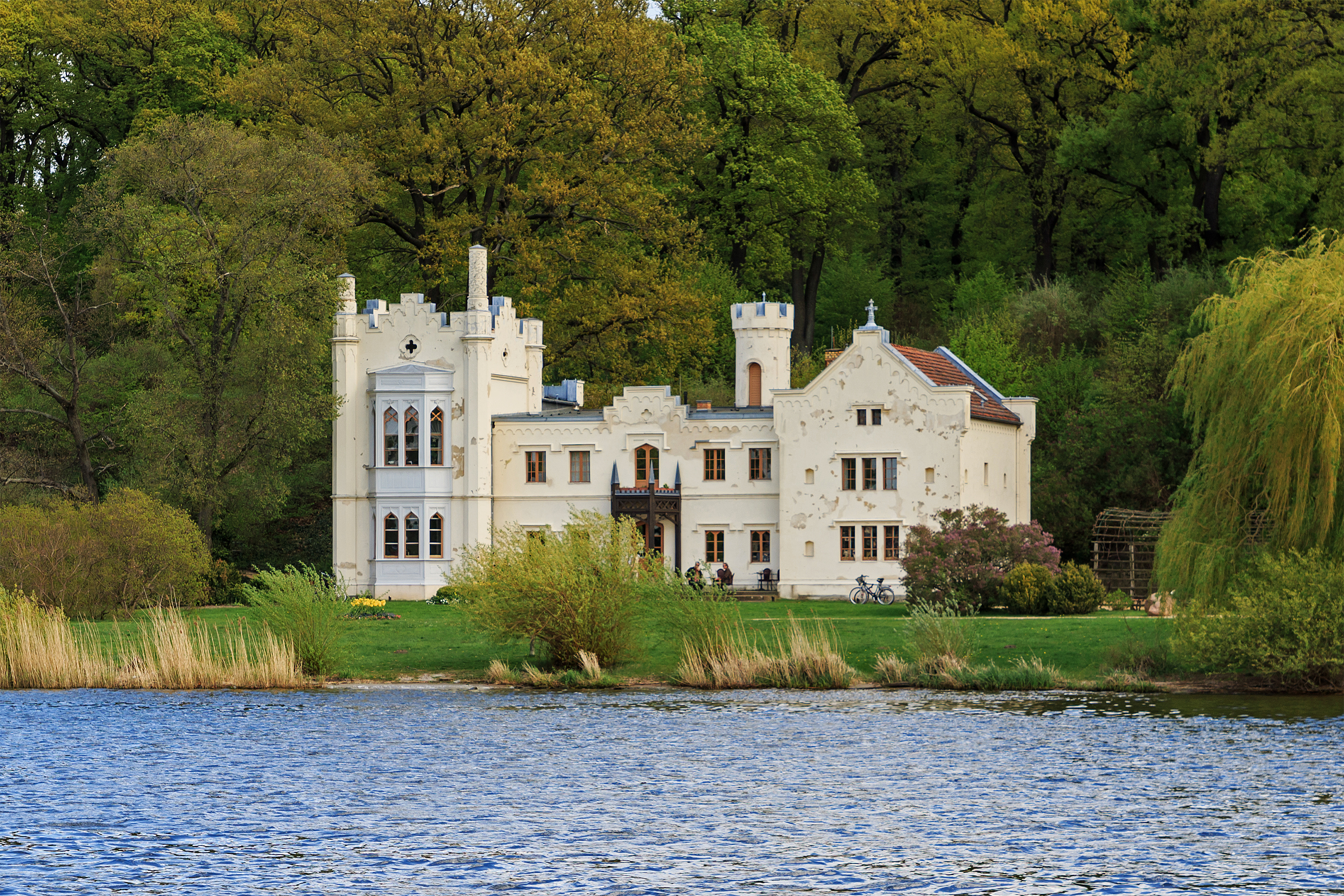
Das Kleine Schloss im Park Babelsberg

Das Kleine Schloss ist ein im Stil der Tudorgotik erbautes Gebäude im Park Babelsberg in Potsdam.

## Geschichte
Der Kern des Kleinen Schlosses geht auf ein um 1800 errichtetes eingeschossiges Weberhaus mit fünf Achsen zurück und hat sich im Erdgeschoss des mittleren Baukörpers erhalten. Von 1833 bis 1834 erfolgten die Aufstockung und die Erweiterung dieses Hauses um einen Anbau nach Plänen von Ludwig Persius, der es als Baubüro nutzte. An diese Phase schloss sich eine Nutzung als Wirtschaftsgebäude und Gaststätte an, bevor 1841 bis 1842 nochmals Erweiterungen und Überformungen vorgenommen werden. Hierbei erhielt das Haus durch einen weiteren Anbau und die Überarbeitung der Fassaden nach auf Skizzen der Kronprinzessin Augusta zurückgehenden Plänen von Eduard Gebhardt sein heutiges Erscheinungsbild im Stil der Tudorgotik. Von 1844 bis zum Ende der 1840er Jahre diente es als Wohnhaus für den Prinzen Friedrich Wilhelm. Nach dem Prinzen zog die Gräfin Luise von Oriola (1824–1899), eine Hofdame Augustas, in das zu dieser Zeit als „Damenhaus“ bezeichnete Gebäude ein.
Von 1934 bis 1945 lebte hier der Komponist und Dirigent Hans Chemin-Petit. Später war hier das Erholungsheim der DEFA untergebracht. Seit 1950 wird es gastronomisch genutzt. Bis Ende 2024 wird das Schloss instand gesetzt. Dabei wird vor allem die Gebäudehülle mit dem Sockelbereich, den Fassaden, den Außenputzen, den Fenstern, den Gesimsen und den Dachflächen restauriert. Darüber hinaus erfolgt der Anbau eines denkmalgerechten Balkons. Die Restaurierung kostet 3,7 Millionen Euro.

## Beschreibung
Das Kleine Schloss befindet sich am Ufer des Tiefen Sees im Norden des Parks Babelsberg. Es ist ein zweigeschossiges Gebäude mit pavillonartigen Flügelbauten im Osten und Westen, das mit Giebelrisaliten, Erkervorbauten und Ecktürmchen verziert ist. Auf der Rückseite des Gebäudes befindet sich ein an den Hang gebautes Nebengebäude, das mit dem Kleinen Schloss einen Innenhof bildet. Das Erdgeschoss des Kleinen Schlosses dient heute als Restaurant, während das Obergeschoss zwei Wohnungen enthält.